# 天瑞说符
天瑞说符（1996年—），本名何健，江西省九江市人，中國大陸科幻小說家。曾在哈爾濱高校的生物學專業就讀，今在北京大学中文系就讀博士。主要在閱文集團旗下的起點中文網發佈作品，代表作為《死在火星上》和《我们生活在南京》。

## 生平
天瑞说符從小學三年級開始就喜歡寫小說，而且什麼題材都寫。在高中時期第一次接觸到網絡小說，也萌生了發表網絡小說的想法。在大學時期天瑞说符就開始發表網絡小說，他經常在實驗室看管聚合酶链式反应機和離心機時構思小說的情節。2014年剛剛開始創作小說時，由於不知道自己擅長什麼，就每一個題材都去嘗試，包括玄幻、仙俠、都市等，另外也在國內每一個平台投稿，使用不同的筆名發佈作品。天瑞说符用了大學四年的業餘時間去寫網絡小說，試過寫了上百萬字的作品，中間七次申請做簽約作家被拒，不過他仍然保持樂觀的想法繼續創作，就算沒有讀者，自己寫自己看「还挺乐呵的，也写了很多字」。
2018年11月，天瑞说符開始在起點中文網連載科幻小說《死在火星上》，作品引起了科幻迷群體的關注，連載三個月，就有過萬讀者收藏作品。2019年中國大陸暢銷作家马伯庸在微博上推薦了《死在火星上》，同年11月《死在火星上》獲得第30届中国科幻银河奖“最佳网络文学奖”，並入圍“2019年度中国网络文学排行榜”之“中国网络小说排行榜前十”。2020年1月舉辦的2019阅文原创文学风云盛典中，天瑞说符獲得“风云潜力青年作家”的稱號。2021年天瑞说符創作的《我们生活在南京》獲得第32届中国科幻银河奖的“最佳网络科幻小说奖”，成為首位兩次獲得銀河獎的網絡文學作家。
2022年11月10日，九江市網絡作家協會成立，天瑞说符擔任協會主席。2023年天瑞说符創作的《泰坦无人声》獲得第33届中国科幻银河奖「最佳原创图书奖」，同年第十四届华语科幻星云奖以《我们生活在南京》獲得2022年度長篇小說金獎，天瑞说符還獲得2020-2022年度新星金奖。

## 創作風格
天瑞说符的科幻作品受中國大陸作家刘慈欣和江南的影響較大。他曾說過「是大刘教会了我科幻该怎么写，江南告诉我商业写作是个什么样子」，劉慈欣創作的科幻小說植根中國社會和文化，這啟發了他使用中國的本土文化創作科幻。江南是成功的商業作家，天瑞说符也學習他的語言技巧、鏡頭語言的運用。
由於過去生物專業的習慣，天瑞说符會定期去看《细胞》《自然》《科学》期刊，關注科學的新發展。不過這些前沿內容他一般不會用到小說裡，他認為「对于网络科幻小说而言，尖端或是前沿的科学进展可能不是必需品。网络科幻小说作者需要提高故事性，吸引读者关注，进而发挥科普传播的效果」。同時他也指出網絡文學的創作，查閱大量參考文獻是很常見的動作，任何成熟的作者想寫專業性強一點的內容，就必須查閱大量資料，否則無法寫下去。
由於網絡文學在創作過程中會與讀者有很多的互動，天瑞说符在遇到讀者反應厭惡的劇情橋段時會及時作出調整。他在創作《泰坦無人聲》時就因為讀者在評論中猜到故事後續的發展，所以寫到後期不得不邊寫邊改，避開讀者猜中的答案。甚至會根據讀者喜好更改結局，《死在火星上》的結局就是因為讀者影響，主人公最終沒有死。

## 作品
注：作品均在起點中文網連載
- 《死在火星上》（2018-2019年）
- 《泰坦无人声》（2019-2020年）
- 《我们生活在南京》（2021-2022年）
- 《保卫南山公园》（2022年-至今）

## 外部連接
- 天瑞说符的新浪微博 （简体中文）
- 天瑞说符的起點賬號頁面 （页面存档备份，存于）（简体中文）